# どん底の人びと
『どん底の人びと』（どんぞこのひとびと）または『奈落の人々』（ならくのひとびと）は、1903年に出版されたジャック・ロンドンのルポルタージュ作品。原題は The People of the Abyss。1902年当時のイーストエンド・オブ・ロンドンの人々の生活を描いている。彼は、時には救貧院 (ワークハウス)や路上で寝泊りし、数ヶ月間にわたってホワイトチャペルを含むイーストエンドで暮らして、それを元に本作品を書いた。彼が経験して書き記したものは、現代のロンドンの貧困層と共通するものがある。日本では1919年に辻潤が翻訳したものが最初の出版である。

## 先行例

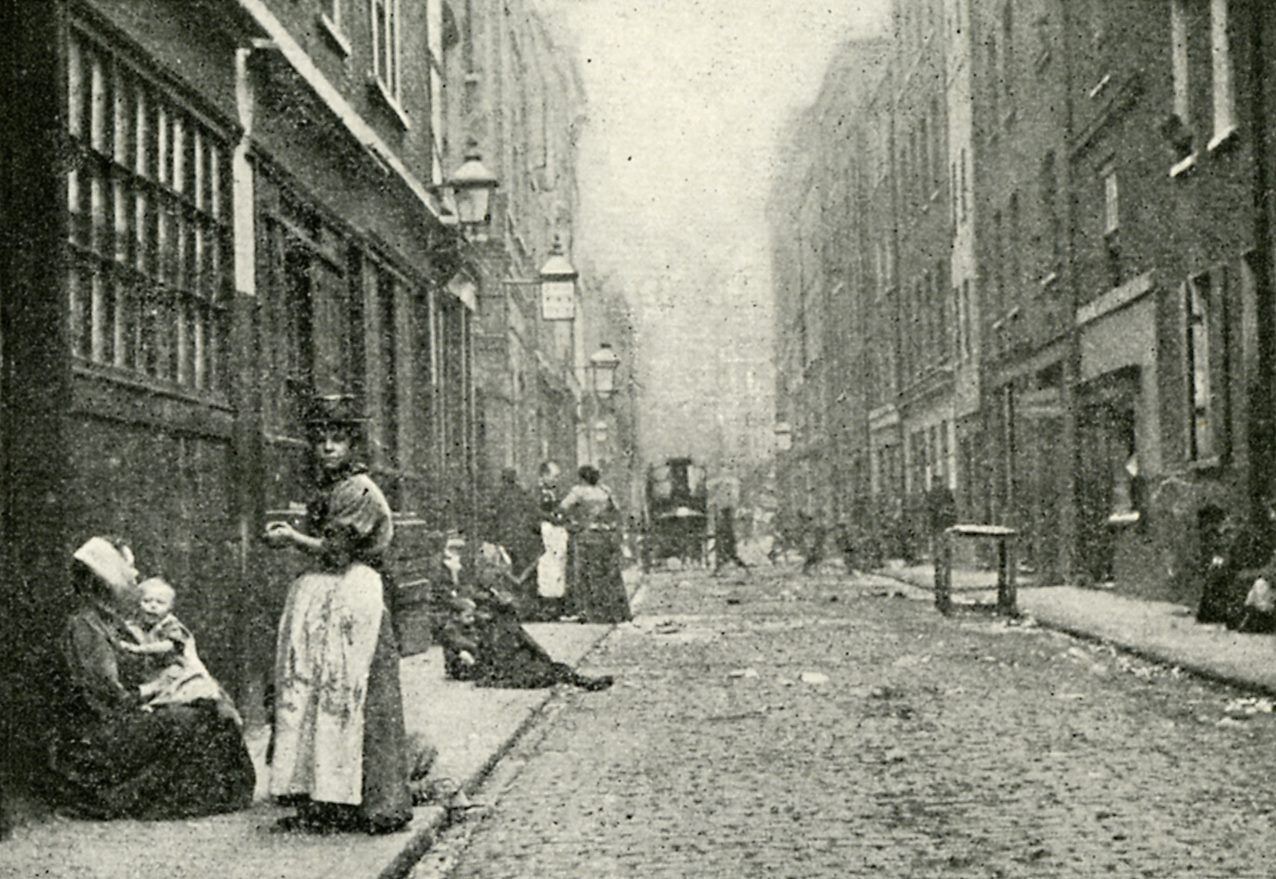
『どん底の人びと』のために撮影されたドロセット・ストリート（1902年）

イングランドのスラムについては、フリードリヒ・エンゲルスによる『イギリスにおける労働者階級の状態』(1845年)をはじめいくつかの報告があった。しかし、それらは現地の直接調査によるものではなかった。1890年、ジェイコブ・リースがニューヨークのスラムを撮影した写真集How the Other Half Livesを発表し、センセーションを起こした。本書の出版元マクミランがリースの名前を引き合いに出して本書を広告していることから、少なくとも出版社は両者の類似性を感じていたと示唆される。
ロンドンがこの本を書いた当時、"the Abyss"つまり「深淵・奈落の底・どん底」という意味の語は、社会の最下層を指して広く使われていた。H.G. ウェルズの1902年の著書『予想』では、全体を通してその意味でこの語を使用しており、また何ヶ所かでは「どん底の人びと」という語句を使っている。また、「どん底の人びと」はウェルズと同じ言い回しであると指摘している例もある。

## 影響
英国の新聞ジャーナリストで編集者のバートラム・フレッチャー・ロビンソンは『デイリー・エクスプレス紙』に『どん底の人びと』の書評を書き、「もっと憂鬱になる作品を見つけるのは難しいだろう」と述べている。
日本では、代表作『野性の呼び声』（1903年）、『白牙』（1906年）によってロンドンは動物小説作家であるという印象が強い。しかし、本作は両者の発表前の1902年に取材し、『野性の呼び声』と同年に出版されて大きな評判をとった。伝記作家アーヴィング・ストーンによる『馬に乗った水夫 大いなる狩人』（ハヤカワ文庫・橋本福夫訳）には、ロンドンが発表した作品が本作のみであっても充分な名声を得たであろうと、当時の評論家の意見が記載されている。
ジョージ・オーウェルは、10代のときに読んだ『どん底の人びと』に影響を受け、1930年代に浮浪者の姿をまねてはロンドンの貧しい地域に潜入していた。本作品の影響は、『パリ・ロンドンどん底生活』と『ウィガン波止場への道』に見ることができる。ジャック・ロンドン研究者の辻井栄滋は、『パリ・ロンドンどん底生活』の英国首都ロンドンのスラムについての記載部分に類似性を指摘すると同時に、資料の豊富さ・客観性については本作品が勝るとしている。

## 主な日本語訳
- 『どん底の人びと　ロンドン1902』 行方昭夫訳（岩波文庫、1995年）
- 『ジャック・ロンドン選集1 野性の呼び声／どん底の人々』 辻井栄滋訳（本の友社、2005年）